# Kisfalussy Bálint
Kisfalussy Bálint (Ipp, 1939. október 16. – Budapest, 2015. november 23.) romániai magyar színész, a Szatmárnémeti Északi Színház örökös tagja, zeneszerző, dalszerző, slágerénekes.

## Életútja
Nagyváradon érettségizett (1956), a Szentgyörgyi István Színművészeti Főiskola elvégzése (1962) után a szatmárnémeti Északi Színházhoz szerződött, ahol nemcsak mint színész tevékenykedett, hanem számos bemutatóhoz – többek közt Marc Camoletti Leszállás Párizsban, Gárdonyi Géza Ida regénye, Karácsony Benő Rút kis kacsa, Méhes György Mi, férfiak, közben Nagyváradon Carlo Goldoni Szmirnai komédiások című darabjához és saját szövegeihez dalbetéteket, illetve kísérőzenét szerzett. Országosan kedvelt slágerénekes, akinek másfélszáz slágere közül jó néhányat az Electrecord hanglemezen is közrebocsátott. Gyakran szerepelt a bukaresti rádióban. 1987-ben Magyarországra telepedett át, a budapesti rádiókban és az MTV műsoraiban vállalt szerepeket. Láthattuk őt az 1999-ben készült  Hippolyt című filmben is Schneider Mátyás baráti körének, a kórusnak a tagjaként, valamint több tévéfilmben:
- Iskolakerülők (magyar filmdráma, 1989)
- Öregberény (magyar tévéfilm-sorozat, 1993)
- Herczeg Ferenc: A harmadik testőr (magyar tévéjáték, 1995)
- A katona (magyar kisjátékfilm, 1999)
- Anarchisták (magyar filmdráma, 2000)
- Bűvös szék (magyar tévéjáték, 2003)

## Főbb szerepeiből
- Liliomfi (Szigligeti Ede);
- Lucentio (Shakespeare: A makrancos hölgy);
- Horgasujjú Jakab (Brecht–Weill: Koldusopera);
- Sándor (Kányádi Sándor: Ünnepek háza);
- Bubnov (Gorkij: Éjjeli menedékhely);
- Gérard (Székely János: Hugenották).